# Patsy Pulitzer
Gladys Pulitzer Preston (Palm Beach, 31 de mayo de 1928 - 28 de octubre de 2011), más conocida como Patsy Pulitzer, fue una modelo de moda, socialité y filántropa estadounidense. Nieta de Joseph Pulitzer, editor de periódicos y fundador del Premio Pulitzer, creció en Palm Beach (Florida). En 1961 apareció en Sports Illustrated como una de las "Deportistas más bellas del mundo", tras pescar un marlín negro de 560 kg, récord mundial para una mujer. Fue modelo y apareció en varias revistas. Más tarde participó activamente en causas por los derechos de la mujer, en particular en Planned Parenthood.

## Biografía
Gladys Pulitzer nació en Nueva York el 31 de mayo de 1928, hija de Gladys Mildred Munn y Herbert "Tony" Pulitzer, y nieta de Joseph Pulitzer, editor de periódicos y fundador del Premio Pulitzer. Creció en Palm Beach (Florida). Pulitzer estudió en la Palm Beach Day School y en la Foxcroft School de Middleburg, Virginia, y se licenció en el Finch College de Nueva York. Su hermano Herbert Pulitzer estaba casado con la diseñadora de moda Lilly Pulitzer, y Roxanne Pulitzer.

## Trayectoria
En 1961, apareció en Sports Illustrated como una de las "Deportistas más bellas del mundo", tras pescar un marlín negro de 560 kg (1.230 libras) en Cabo Blanco (Perú), un pez que entonces era récord mundial para una mujer (Sports Illustrated comenzó a publicarse en 1954).
Fue modelo de la agencia de modelos Ford. En 1953 y 1955 fue fotografiada por Slim Aarons. En 1961 fue fotografiada por Frances McLaughlin-Gill para Sports Illustrated en Palm Beach (Florida), con ropa de Lilly Pulitzer Fashions, la marca de su cuñada.
Más tarde, participó activamente en causas a favor de los derechos de la mujer, en particular en Planned Parenthood.

## Vida personal
El 27 de junio de 1949 se casó con el agente de inversiones David Frost Bartlett (1924-1997), hermano de Charles L. Bartlett, en la finca familiar de Oyster Bay (Nueva York). Más tarde se divorciaron. En 1964, se casó con Stefane Abeille Demay.
En 1959, se casó con Lewis Thompson Preston (1926-1995), presidente de J.P. Morgan & Co. y presidente del Banco Mundial. Vivieron en Washington D. C., y en Palm Beach (Florida).
Tuvo cuatro hijas, Linda B. Miller de Palm Beach, Victoria B. Donaldson de Yorktown, Nueva York, Priscilla P. Hallowell de Katonah, Nueva York, y Electra P. Toub de Nueva York.
Falleció en Nueva York el 28 de octubre de 2011, donde vivía en el 580 de Park Avenue, y su apartamento de tres dormitorios se vendió en abril de 2012 por 5,8 millones de dólares a Edward Shugrue III y su esposa Greta.